# Jacobus Johannes Pieter Oud
Jacobus Johannes Pieter Oud, vanligen JJP Oud, född 9 februari 1890 i Purmerend, död 5 april 1963 i Wassenaar, var en nederländsk arkitekt och författare.

## Biografi
Oud föddes i Purmerend och studerade till arkitekt i Amsterdam, Delft och München och undervisades av bland andra Petrus Josephus Hubertus Cuypers, Jan Stuyt och Theodor Fischer. Efter examen flyttade Oud till Leiden där han träffade Theo van Doesburg och tillsammans blev de inflytelserika inom den modernistiska rörelsen De Stijl i slutet av 1910-talet. Tillsammans med Mondrian och van Doesburg var han 1917 med om att grunda en konstnärsgrupp i anslutning till tidskriften De Stijl och han blev en av funktionalismens banbrytare. 
Mellan 1918 och 1933 var han stadsarkitekt i Rotterdam och väckte där uppmärksamhet för sina radikala och funktionalistiskt nydanande bostadsområden. Under denna tid fick han även uppdraget att rita en byggnad i den uppmärksammade utställningen Weißenhofsiedlung i Stuttgart.
Efter tiden som stadsarkitekt publicerade Oud några texter rörande arkitekturteori, men fick inga fler större projekt genomförda. Däremot kom han, långt in på 1950-talet, att inspirera exempelvis amerikanska arkitekter inom den så kallade International style.
Oud dog i Wassenaar 1963, 73 år gammal.